# Cratere Wang Meng
Wang Meng  è un cratere sulla superficie di Mercurio.